# Hampstead (Maryland)
Hampstead – miasto w Stanach Zjednoczonych, w stanie Maryland, w hrabstwie Carroll.